# Enrique Santos Castillo
Enrique Santos Castillo (Tunja, 12 de abril de 1917-Bogotá, 25 de noviembre de 2001) fue un abogado y periodista colombiano. Fue jefe de redacción del periódico El Tiempo por 39 años (1942-1981), editor general durante las dos décadas siguientes (1981-2001), y padre del  ex presidente de Colombia, Juan Manuel Santos Calderón y del periodista y columnista Enrique Santos Calderón, quien fue director de El Tiempo entre 1999 y 2009.

## Biografía

### Inicios y vida privada
Era hijo de Enrique Santos Montejo Calibán, autor de la famosa columna "Danza de las Horas", y de Noemí Castillo. Fue el único integrante de la familia Santos que nació en Tunja, debido a que en ese entonces su padre se desempeñaba como director del periódico La Linterna en la capital boyacense. Tuvo tres hermanos, Hernando, Beatriz y Cecilia (que falleció en su juventud), y tres hermanastros, Enrique, Consuelo y Pilar, puesto que su padre se casó con Blanca Molano, luego de enviudar de su primera esposa.
En su juventud incursionó en la política, cuando fue postulado y elegido como diputado a la Asamblea de Boyacá, cargo que ejerció a pesar de los reparos de su tío, Eduardo Santos, con quien siempre sostuvo diferencias debido a que los dos tenían posiciones ideológicas notablemente opuestas. 
Este distanciamiento se intensificó durante la Guerra Civil Española, en la que Eduardo Santos y otros miembros del clan familiar eran partidarios del bando republicano, mientras que Enrique era simpatizante del bando nacional, del general Franco y la Falange, e inclusive, estuvo dispuesto a viajar a España como combatiente del ejército franquista. A pesar de esta postura de derecha, Enrique Santos Castillo repudió a Hitler y los crímenes cometidos por el nazismo.
Recién graduado como abogado de la Universidad del Rosario, Enrique se casó el 23 de marzo de 1944 con Clemencia Calderón Nieto. De su matrimonio nacieron cuatro hijos: Enrique (1945), Luis Fernando (1948), Juan Manuel (1951) y Felipe (1956). La señora Calderón era hermana de Helena Calderón Nieto, quien a su vez se casó en 1948 con Hernando Santos Castillo, hermano de Enrique. Por esta razón, los hijos de las dos uniones llevan los mismos apellidos paternos y maternos. Enrique Santos Castillo enviudó el 27 de mayo de 2000.

### Carrera periodística enEl Tiempo
Ingresó al diario en 1942 como jefe de redacción, condición que mantuvo hasta 1955, cuando el periódico fue clausurado por el régimen de Gustavo Rojas Pinilla. Meses más tarde, la Casa Editorial El Tiempo obtuvo el permiso del gobierno para editar en sus talleres un nuevo periódico, sometido a la censura, llamado Intermedio. Esta publicación era dirigida por su padre, Calibán, y allí Enrique se alternó la jefatura de redacción con su hermano Hernando, modalidad que siguió vigente cuando se produjo el regreso de El Tiempo, en junio de 1957.
Las diferencias políticas entre Eduardo Santos y su sobrino Enrique se vieron reflejadas en el testamento del expresidente, que se hizo efectivo a su muerte, el 27 de marzo de 1974. Así, aunque a Enrique Santos Castillo le correspondía en teoría ser el primer heredero de la dinastía periodística de su tío y su padre, por ser el descendiente de mayor edad, el exmandatario otorgó una porción más grande e importante del legado a Hernando Santos Castillo, designándolo como subdirector y dándole una cantidad adicional de acciones de la empresa, que sumadas a las que previamente había recibido cuando se fundó la Casa Editorial en 1956, dejaron a Hernando como el principal accionista del periódico, con un 23 por ciento de participación.
Enrique no recibió ninguna acción en este nuevo reparto, por lo que quedó solamente con el 8 por ciento, y fue relegado al cargo de editor general. Sin embargo, desde esa posición logró hacerse con el control absoluto del contenido informativo de todas las ediciones del diario. Era el responsable de escoger los titulares de la primera plana y de cada una de las secciones. Solamente se publicaba una noticia si estaba previamente aprobada por él y sólo ingresaba a la nómina un nuevo periodista si él daba su visto bueno. Paradójicamente, Enrique Santos Castillo nunca escribió una columna, ni redactó una noticia que fuera publicada en El Tiempo. Por otra parte, fue uno de los fundadores y el primer presidente del Círculo de Periodistas de Bogotá, en febrero de 1946.

### Muerte
Enrique Santos Castillo se retiró de su cargo como editor general de El Tiempo en septiembre de 2001. Dos meses más tarde, el 25 de noviembre, falleció de un paro cardíaco en su residencia al norte de Bogotá. Su funeral se llevó a cabo en la capilla del Gimnasio Moderno y fue sepultado en el mausoleo familiar del Cementerio Central.

## Reconocimientos
- Orden al Mérito Policarpa Salavarrieta, 1979. Concedida por la Alcaldía Municipal de Guaduas, Cundinamarca.[1]
- Premio Nacional de Periodismo Simón Bolívar, 1986. Categoría Vida y Obra de un Periodista (compartido con su hermano Hernando Santos Castillo).[25]
- Medalla Guillermo Cano del CPB, 1993. Otorgada por el Círculo de Periodistas de Bogotá, por su trayectoria profesional.[1]
- Medalla Antonio Nariño del CPB, 1996. Entregada por el Círculo de Periodistas de Bogotá, con motivo de los 50 años de la agremiación.[1]
- Premio María Moors Cabot, 1997. Por su contribución a la libertad de prensa y las relaciones interamericanas (compartido con su hermano Hernando Santos Castillo).[26][27]
- Orden del Derecho (Gran Cruz), 1998. Concedida por el Colegio de Abogados de Bogotá.[1]
- Premio Nacional de Periodismo del CPB, 2004 (Póstumo). Categoría Vida y Obra de un Periodista (recibido por su hijo Enrique Santos Calderón).[28]